# Călugăreni (okręg Vaslui)
Călugăreni – wieś w Rumunii, w okręgu Vaslui, w gminie Ștefan cel Mare. W 2011 roku liczyła 144 mieszkańców.